# Serach
Serach (hebrejsky שֶׂרַח‎) je jméno ženské postavy z Bible, o níž je zmínka v knize Genesis, Numeri a 1. Paralipomenon. Jméno se vykládá jako „Zdar“.
Všechny tři biblické zmínky o ženě tohoto jména jsou součástí rodopisných záznamů. Na první pohled to vypadá tak, že se má jednat o dceru Ašera. Židovští vykladači si však všímají, že hned ve dvou ze tří biblických jmenných seznamů je uvedeno, že se jedná o sestru Ašerových synů, a poukazují též na Targum Onkelos, v němž je text z Numeri překládán takto: „A dcera Ašerovy ženy se jmenovala Serach.“ Vyvozují z toho, že Serach byla ve skutečnosti Ašerovou nevlastní dcerou, kterou přiženil, když si vzal za ženu její matku coby vdovu. A protože Serach byla v době matčina druhého sňatku ještě malá a Ašer ji vychovával od útlého věku, lidé považovali Serach za Ašerovu dceru.
Kromě toho se židovští vykladači pozastavují nad tím, proč zrovna jméno Serach figuruje ve výše zmíněných seznamech, když uvádění ženských jmen není pravidlem. Jedno z vysvětlení spočívá v tom, že se Serach dožila mimořádně vysokého věku. Seznam v Genesis totiž dokládá, že byla mezi těmi, kdo s patriarchou izraelského národa Jákobem sestoupila do Egypta, a v seznamu z Numeri je pro změnu údajně zmíněna proto, že nakonec po mnoha letech vstoupila i do Země zaslíbené. Podle tradice tuto dlouhověkost obdržela díky požehnání, které ji udělil patriarcha Jákob. Když totiž Jákobovi synové chtěli oznámit svému otci nalezení zakrvácených šatů svého bratra Josefa, poprosili Serach, aby poté Jákobovi zazpívala píseň o tom, že Josef nezemřel. Když Josef píseň uslyšel, požehnal Serach a vyslovil přání, aby žila věčně, pokud se ukáže, že je její píseň pravdivá.